# Dolánky nad Ohří
Dolánky nad Ohří (en allemand : Dolanek) est une commune du district de Litoměřice, dans la région d'Ústí nad Labem, en Tchéquie. Sa population s'élevait à 276 habitants en 2021.

## Géographie
Dolánky nad Ohří se trouve sur la rive droite de l'Ohře, un affluent de l'Elbe, à 8 km au sud-sud-est de Litoměřice, à 23 km au sud-sud-est d'Ústí nad Labem et à 49 km au nord-ouest de Prague.
La commune est limitée par Bohušovice nad Ohří au nord, par Hrobce à l'est, par Doksany au sud, par Brozany nad Ohří au sud-ouest et par Brňany à l'ouest.

## Histoire
La première mention écrite du village date de 1057.

## Patrimoine

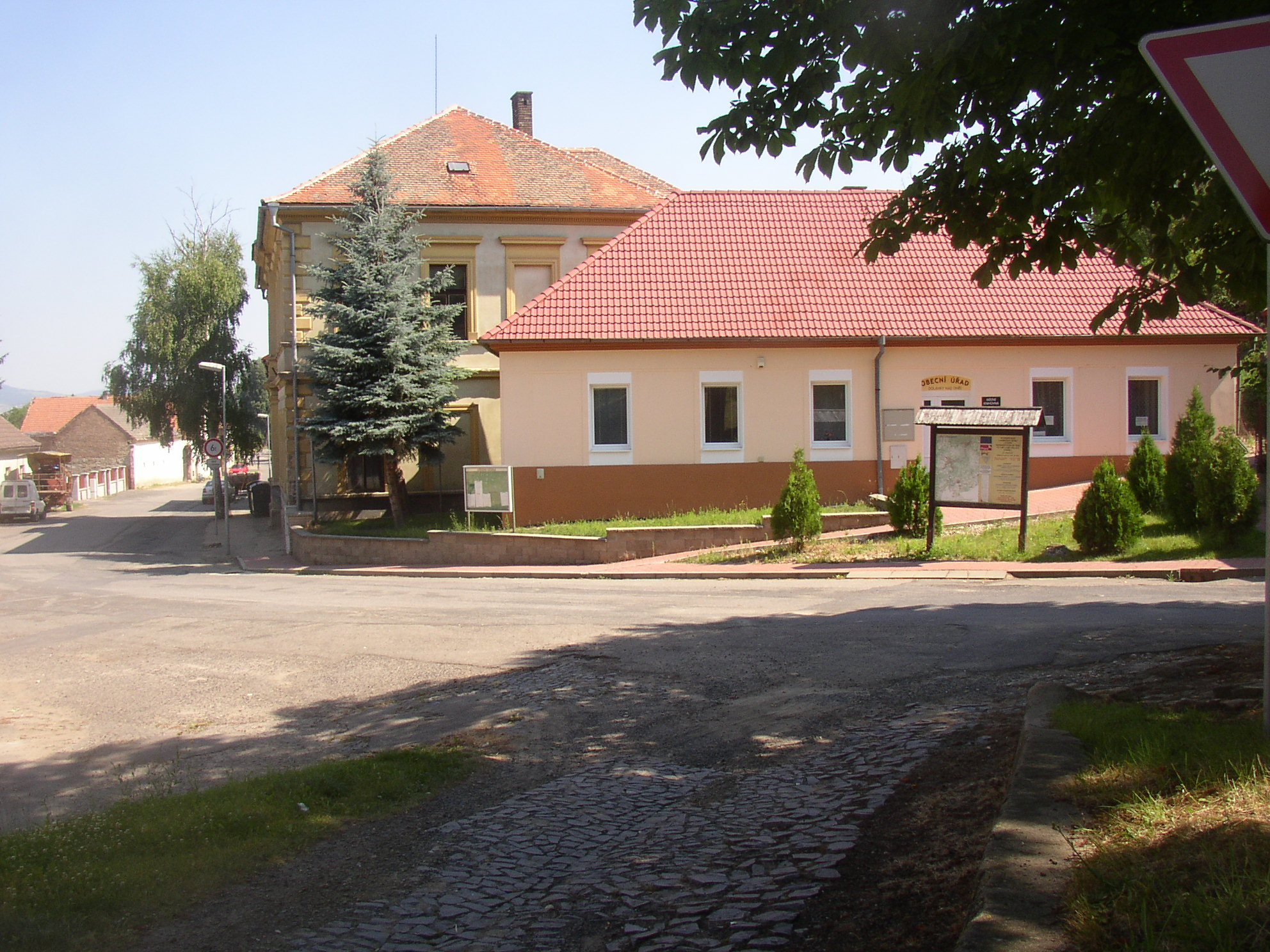
Mairie de Dolánky nad Ohří.
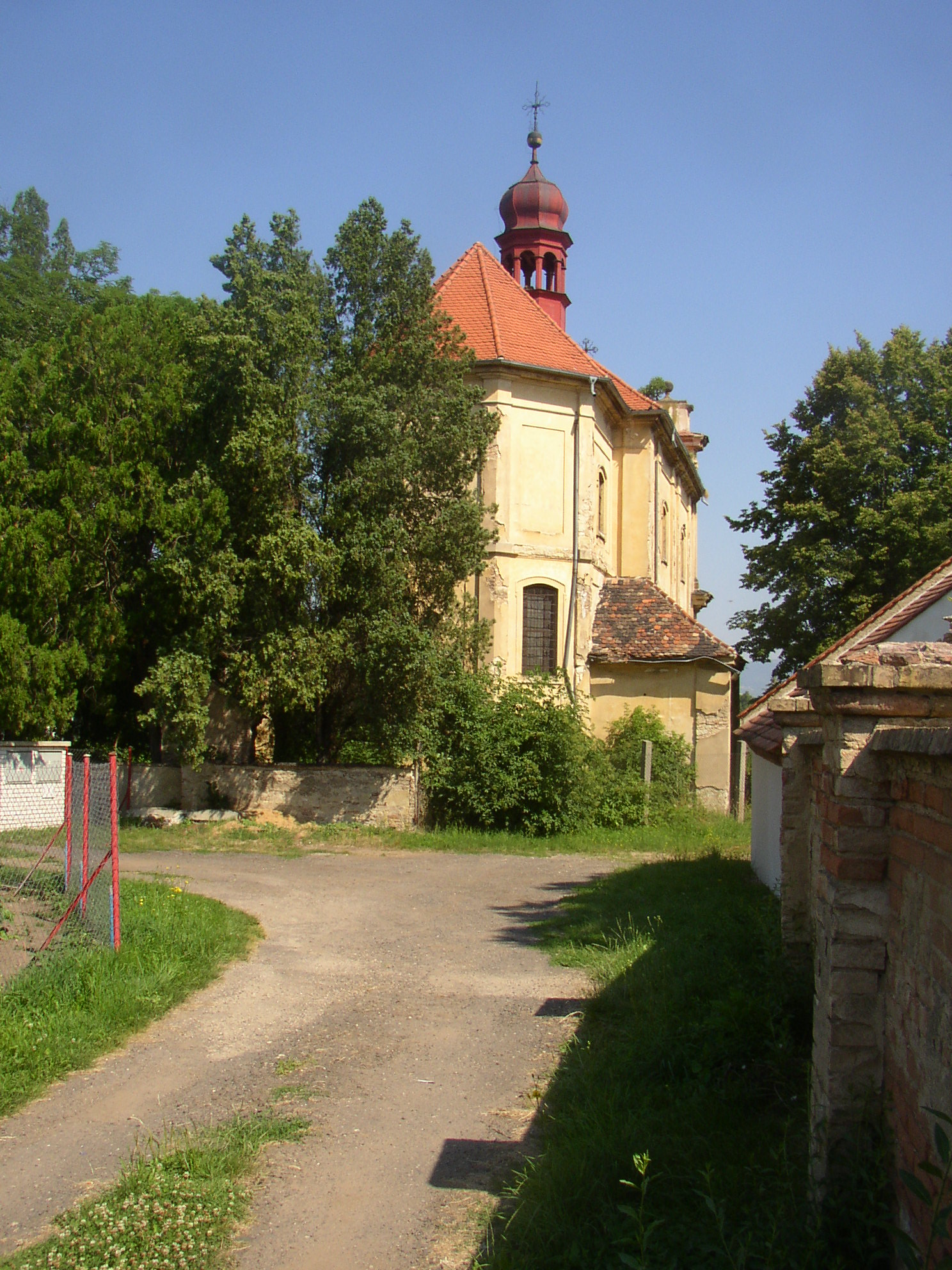
Église Saint-Gilles.
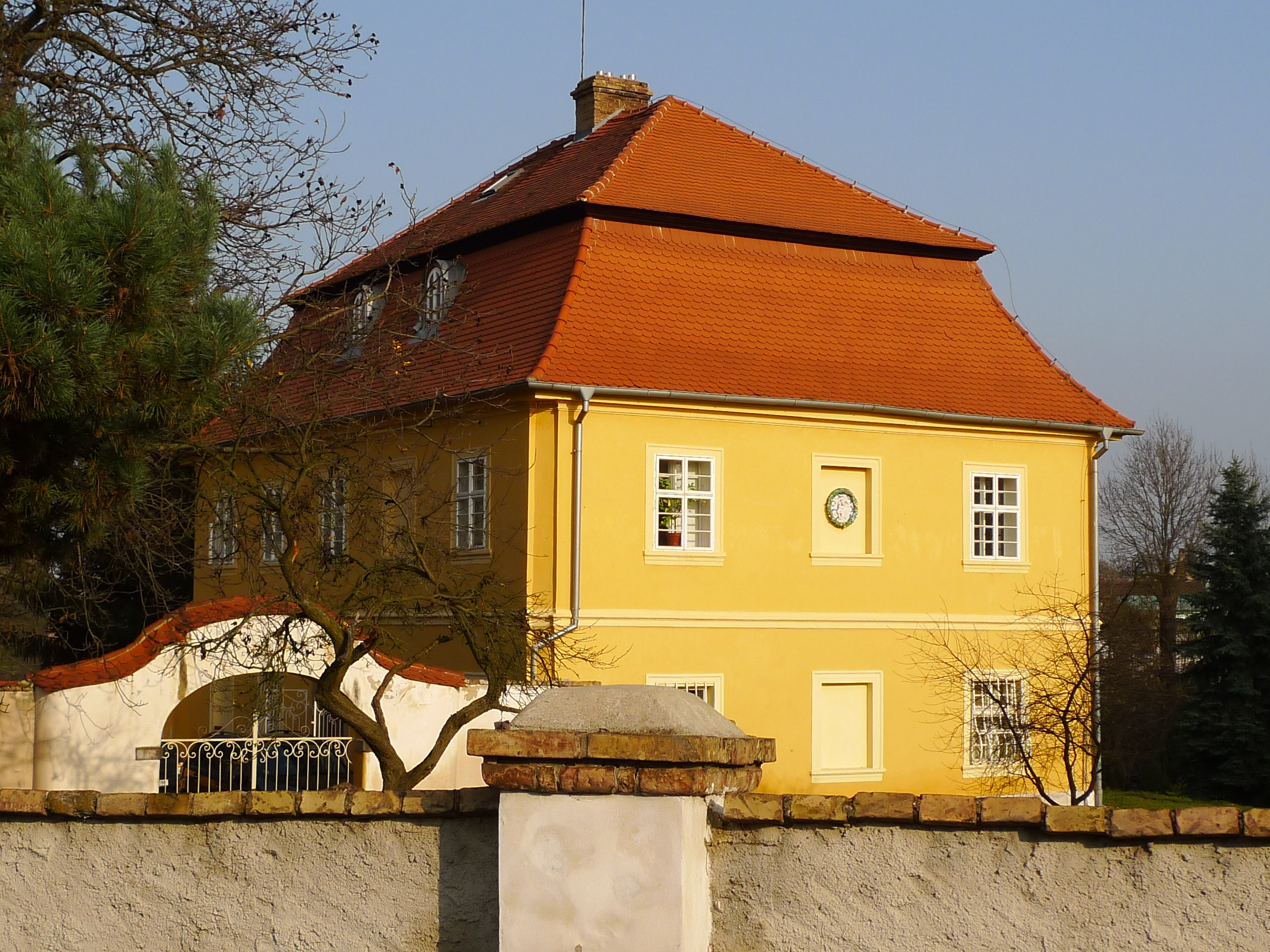
Presbytère.

## Transports
Par la route, Dolánky nad Ohří se trouve à 9 km de Litoměřice, à 35 km d'Ústí nad Labem et à 56 km de Prague.